# Morgan Hill
Morgan Hill è una città situata nella parte meridionale della contea di Santa Clara, in California, USA. Fondata il 10 novembre 1906, la città prese il nome da Hiram Morgan Hill, un abitante di San Francisco che si ritirò a vivere qui nel 1884. In origine era una comunità di allevatori e agricoltori, oggi è diventata la sede di molte industrie dell'Hi-tech essendo situata nella Silicon Valley, anche grandi aziende di ciclismo hanno sede nelle vicinanze tra le quali Specialized. Al censimento del 2000, la popolazione era di 33 556 abitanti. Il paesaggio è dominato da El Toro, collina divenuta il simbolo della città e che è presente anche nello stemma cittadino.

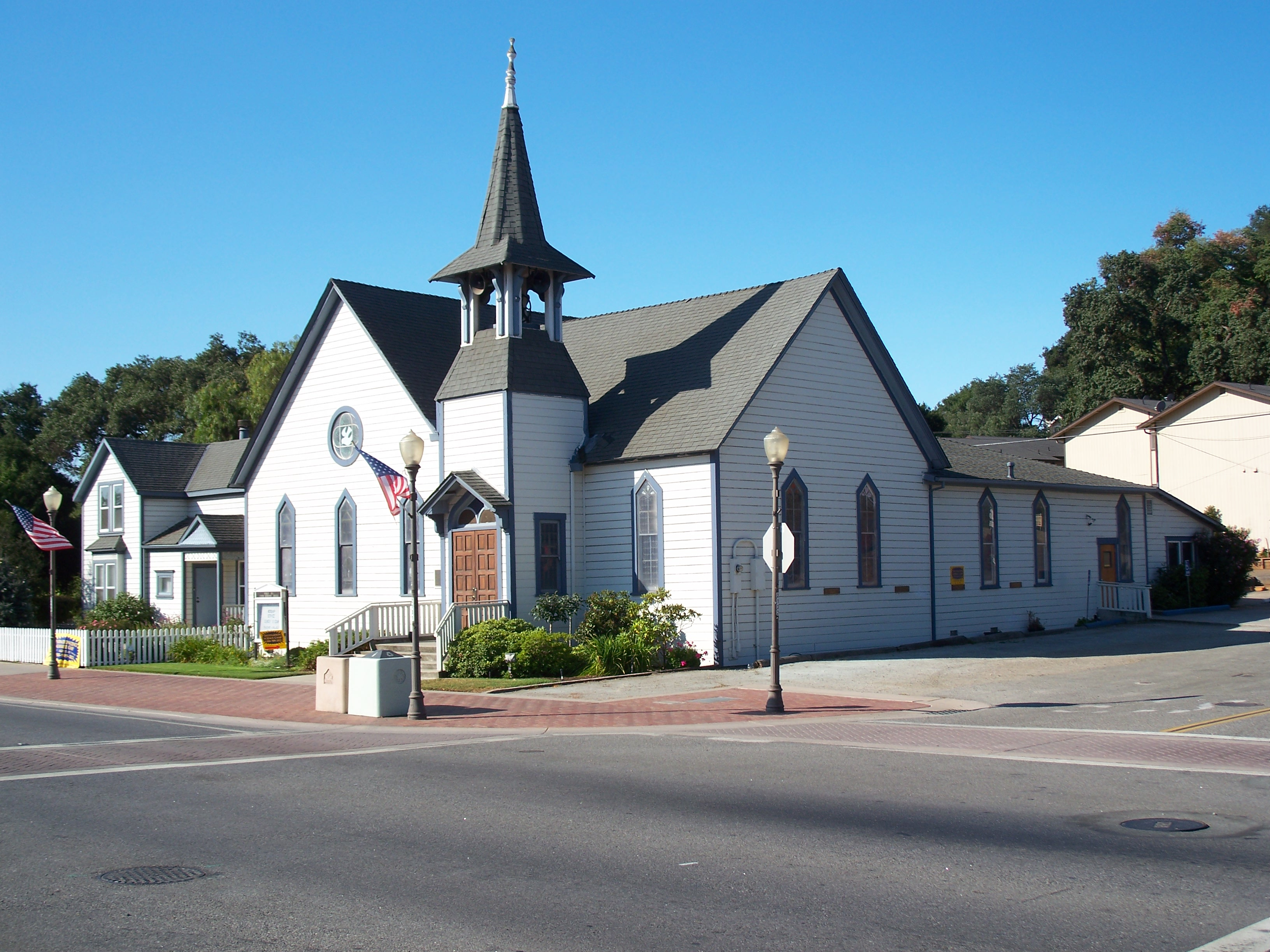
La chiesa metodista

## Amministrazione

### Gemellaggi
- San Casciano in Val di Pesa
- San Martín de Hidalgo
- Mizuho
- Headford